# 异琴脂鲤属
异琴脂鲤属為輻鰭魚綱脂鯉目琴脂鯉亞目複齒脂鯉科的其中一属。

## 下属物种
- 異琴脂鯉(Xenocharax spilurus)

## 扩展阅读
維基物種上的相關：異琴脂鯉属